# Miriam Ziegler
Miriam Ziegler (* 19. März 1994 in Oberpullendorf, Burgenland) ist eine ehemalige österreichische Eiskunstläuferin.

## Biografie
Die Burgenländerin wuchs in Stoob (Bezirk Oberpullendorf) auf, lebt in Wien und besucht dort eine Schule. Ziegler begann 1998 im Alter von vier Jahren mit dem Eiskunstlauf. Sie ist Mitglied beim Wiener Eissport-Klub Engelmann und zweifache österreichische Staatsmeisterin im Eiskunstlauf (2009 und 2010). Im Jahr 2008 belegte sie bei der Juniorenweltmeisterschaft in Sofia, Bulgarien, den 19. Platz. Miriam Ziegler nahm an den Olympischen Winterspielen 2010 in Vancouver teil und war damit die erste Burgenländerin, die bei Olympischen Winterspielen an den Start ging.
Im Sommer 2010 hatte sie eine Pause nach der Olympiasaison. Seit 2011 nimmt sie wieder an Wettkämpfen teil und wurde bei der Österreichischen Eiskunstlaufmeisterschaft 2012 in Graz Dritte.
Im Februar 2012 gab sie das Ende ihrer Karriere bekannt, als Gründe nannte sie fehlende Motivation und mehr Zeit für ihre Ausbildung. 2013 gab sie ein Comeback. Sie startet seitdem im Paarlauf als Partnerin von Severin Kiefer.
Ziegler ist aktive Sportlerin des Heeressportzentrums des Österreichischen Bundesheers. Als Heeressportlerin trägt sie den Dienstgrad Zugsführer.

## Ergebnisse
Paarlauf
(mit Severin Kiefer)
| Wettbewerb / Jahr               | 2013–14 | 2014–15 | 2015–16 | 2016–17 | 2017–18 | 2018–19 | 2019–20 | 2020–21 | 2021–22 |
| ------------------------------- | ------- | ------- | ------- | ------- | ------- | ------- | ------- | ------- | ------- |
| Olympische Winterspiele         | 17.     |         |         |         | 20.     |         |         |         | 18.     |
| Weltmeisterschaften             | 22.     | 18.     | 21.     | 18.     | 14.     | 10.     |         | 11.     | 7.      |
| Europameisterschaften           | 12.     | 8.      | 9.      | 9.      | 7.      |         | 6.      |         |         |
| Österreichische Meisterschaften | 1.      | 1.      | 1.      |         | 1.      |         | 1.      | 1.      | 1.      |

Einzellauf
| Wettbewerb / Jahr               | 2007–08 | 2008–09 | 2009–10 | 2011–12 |
| ------------------------------- | ------- | ------- | ------- | ------- |
| Olympische Winterspiele         |         |         | 26.     |         |
| Weltmeisterschaften             |         |         |         |         |
| Europameisterschaften           |         |         | 25.     |         |
| Juniorenweltmeisterschaften     | 19.     | 14.     |         |         |
| Österreichische Meisterschaften | 4.      | 1.      | 1.      | 3.      |